# جون تشيستر (مجدف)
جون تشيستر (بالإنجليزية: John Chester)‏ هو مجدف بريطاني، ولد في 25 أكتوبر 1935 في سنغافورة.

## وصلات خارجية
- جون تشيستر على موقع الاتحاد الدولي للتجديف (الإنجليزية)
- جون تشيستر على موقع أوليمبيديا (الإنجليزية)